# Badula balfouriana
Badula balfouriana là một loài thực vật có hoa trong họ Anh thảo. Loài này được (Kunze) Mez mô tả khoa học đầu tiên năm 1902.